# Vetle Bergsvik Thorn
Vetle Bergsvik Thorn, född 22 maj 1999, är en norsk triathlet.

## Karriär
I juni 2023 tog Bergsvik Thorn guld i olympisk distans vid europeiska spelen i Kraków-Małopolska. Han var även en del av Norges lag tillsammans med Lotte Miller, Casper Stornes och Solveig Løvseth som tog guld i mixstafetten.